# 喬納森·梅傑斯
喬納森·麥可·梅傑斯（英語：Jonathan Michael Majors，1989年9月7日—）是一名美國男演員。憑藉主演2019年的獨立劇情片《旧金山的最后一个黑人》以及2020年影集《逃出絕命村》成名。
2019年，漫威影業宣布他將會在漫威电影宇宙中飾演征服者康，並會於多部影集及電影中登場。
2023年3月，梅傑斯因襲擊前女友葛麗絲·賈巴瑞而被逮捕。同年12月，他被判騷擾及攻擊兩項輕罪成立，這判決讓他被漫威影業開除。

## 早期生活
強納森·梅傑斯生於加利福尼亚州隆波克，因父親是空軍的緣故，早年與母親、牧師、姐姐莫妮卡（Monica）和弟弟卡梅隆（Cameron）在范登堡太空基地生活。梅傑斯在2020年表示：「我們深愛父親有一天突然消失了……十七年後他又再度出現了。」自此他與父親重新有所聯絡；一家人很快搬到了德克薩斯州達拉斯。梅傑斯後來住在德克薩斯州喬治敦，後在雪松山成長。從雪松山高中轉學後，梅傑斯2008年從鄧肯維爾高中畢業。
十多歲時，梅傑斯面臨著無數的掙扎：他因入店行竊被捕、因打架而被高中停學；有次住在自己的車裡，同時從事兩份工作以維持生計。最後才在演藝界找到「安定之處」。
梅傑斯從北卡罗来纳艺术学院畢業後就讀耶魯大學戲劇學院；2016年畢業並取得藝術創作碩士（MFA）學位。

## 事業
马杰斯在读耶鲁大学时，成功获得了他在ABC迷你剧《当我们崛起时》中的首个荧幕角色。在该剧中，马杰斯饰演了现实生活中的男同性戀活动家肯·琼斯；为了准备这个角色，他在扮演之前与琼斯进行了会面。同年，马杰斯在修正西部电影《敵對分子》中以军曹亨利·伍德森的身份出演，该片由史考特·庫柏编剧并执导。该电影于2017年9月2日在特柳赖德电影节上首映。该片还于2017年9月10日在多倫多國際電影節上放映。随后，他在2018年的电影《藥命人生》和《突如其来》中获得了更多角色。这两部电影都在2018年多伦多国际电影节上放映，后者还参与了平台奖的竞争。

## 個人生活
梅傑斯有一個女兒。
2023年3月25日，梅傑斯在曼哈頓雀兒喜因涉嫌襲擊和騷擾婦女而被逮捕，他在當天獲釋，隔天被紐約市法庭傳訊出庭。4月，據報導稱，梅傑斯的公關公司Lede Company和Management 360已與他解除合作，且有更多疑似受害者出面協助檢察官調查。外界關注漫威影業對此事會作何處理。
2023年12月18日，梅傑斯因騷擾罪和襲擊罪兩項罪名成立，被迪士尼和漫威影業正式解僱。案件受害者是梅傑斯的前伴侶葛莉絲·賈巴李（Grace Jabbari）。

## 影視作品

### 電影
| 年份 | 標題                       | 角色                                                 | 附註 |
| ---- | -------------------------- | ---------------------------------------------------- | ---- |
| 2017 | 《敵對分子》               | 亨利·伍德森下士（Corporal Henry Woodson）                                  |      |
| 2018 | 《藥命人生》               | 強尼·「小子」·庫瑞（Johnny "Lil Man" Curry）                               |      |
| 2018 | 《突如其來》               | 鄧肯·J·雷諾斯（Duncan J. Reynolds）                                    |      |
| 2019 | 《旧金山的最后一个黑人》   | 蒙哥馬利·艾倫（Montgomery Allen）                                    |      |
| 2019 | 《異類占領》               | 雷夫·德拉蒙德（Rafe Drummond）                                    |      |
| 2019 | 《狹徑》                   | 格雷格（Greg）                                           |      |
| 2019 | 《叢林之地》               | 派柏（Pepper）                                             |      |
| 2020 | 《誓血五人组》             | 大衛（David）                                             |      |
| 2021 | 《復仇之淵》               | 奈特·洛夫                                            |      |
| 2022 | 《決戰38度線》             | 傑西·布朗                                            |      |
| 2023 | 《杂志梦》                 | 基利安·馬多克斯（Killian Maddox）                                  |      |
| 2023 | 《蟻人與黃蜂女：量子狂熱》 | 征服者康／永生者／拉瑪-圖／緋紅百夫長／維克多·泰姆利 |      |
| 2023 | 《金牌拳手3》              | 安德森·達姆（Anderson Dame）                                      |      |
| TBA  | 《48 Hours In Vegas》      | 丹尼斯·羅德曼                                        |      |

### 電視
| 年份      | 標題             | 角色                | 附註                                   |
| --------- | ---------------- | ------------------- | -------------------------------------- |
| 2017      | 《当我们崛起时》 | 年輕的肯·瓊斯       | 4集                                    |
| 2020      | 《逃出絕命村》   | 阿提克斯·費里曼（Atticus Freeman） | 主演                                   |
| 2021–2023 | 《洛基》         | 時間守護者（The Time-Keepers）      | 配音（未掛名）；單集：〈分歧點事件〉   |
| 2021–2023 | 《洛基》         | 留存者              | 單集：〈時刻守護〉                     |
| 2021–2023 | 《洛基》         | 維克多·泰姆利       | 4集                                    |
| 2022      | 《週六夜現場》   | 他自己（主持人）    | 單集：〈Jonathan Majors/Taylor Swift〉 |

## 外部連結
- 喬納森·梅傑斯在互联网电影资料库（IMDb）上的資料（英文）